# Campionat del món d'escacs femení de 1984
El campionat del món d'escacs femení de 1984 fou guanyat per Maia Txiburdanidze, que va defensar amb èxit el seu títol contra l'aspirant Irina Levítina.

## Interzonals de 1982
Com a part del procés de classificació, es disputaren dos Interzonals, un a Bad Kissingen el juliol, i un altre a Tbilisi el setembre de 1982, amb les millors jugadores de cada Zona de la FIDE. Hi prengueren part un total de 31 jugadores, de les quals les tres primeres de cada Interzonal es classificaven pel Torneig de Candidates.
A Bad Kissingen, l'excampiona Gaprindashvili obtingué el primer lloc i es va classificar conjuntament amb Semenova i Lematschko.
Mureşan va guanyar a Tbilisi, per davant de Levitina i Liu (la primera xinesa a classificar-se per un Torneig de Candidates).
|    | Jugadora                             | 1 | 2 | 3 | 4 | 5 | 6 | 7 | 8 | 9 | 10 | 11 | 12 | 13 | 14 | 15 | 16 | Punts | Desempat |
| -- | ------------------------------------ | - | - | - | - | - | - | - | - | - | -- | -- | -- | -- | -- | -- | -- | ----- | -------- |
| 1  | Nona Gaprindaixvili (Unió Soviètica) | - | 0 | ½ | ½ | 1 | ½ | 1 | 1 | ½ | 1  | 1  | 1  | 1  | 1  | 1  | 1  | 12    |          |
| 2  | Lidia Semenova (Unió Soviètica)      | 1 | - | ½ | 1 | 1 | ½ | 0 | 1 | 1 | ½  | ½  | 1  | 1  | 1  | ½  | 1  | 11½   |          |
| 3  | Tatjana Lematschko (Suïssa)          | ½ | ½ | - | 0 | ½ | 1 | 1 | ½ | ½ | 1  | 1  | 1  | 1  | ½  | 1  | 1  | 11    |          |
| 4  | Eliska Klimova (Txecoslovàquia)      | ½ | 0 | 1 | - | 0 | 1 | ½ | 1 | 1 | ½  | 1  | 1  | ½  | ½  | 1  | 1  | 10½   | 69.00    |
| 5  | Barbara Hund (RFA)                   | 0 | 0 | ½ | 1 | - | 0 | ½ | ½ | 1 | 1  | 1  | 1  | 1  | 1  | 1  | 1  | 10½   | 62.25    |
| 6  | Marta Litinskaya (Unió Soviètica)    | ½ | ½ | 0 | 0 | 1 | - | ½ | 0 | 1 | 1  | 1  | ½  | 1  | 1  | 1  | 1  | 10    |          |
| 7  | Marina Pogorevici (Romania)          | 0 | 1 | 0 | ½ | ½ | ½ | - | ½ | ½ | 1  | ½  | 1  | ½  | 1  | 1  | 1  | 9½    |          |
| 8  | Elena Fatalibekova (Unió Soviètica)  | 0 | 0 | ½ | 0 | ½ | 1 | ½ | - | 0 | ½  | ½  | ½  | 1  | ½  | ½  | 1  | 7     | 44.75    |
| 9  | Suzana Maksimović (Iugoslàvia)       | ½ | 0 | ½ | 0 | 0 | 0 | ½ | 1 | - | 0  | 1  | 0  | 1  | ½  | 1  | 1  | 7     | 40.75    |
| 10 | Maria Ivanka (Hongria)               | 0 | ½ | 0 | ½ | 0 | 0 | 0 | ½ | 1 | -  | 1  | 1  | 1  | 0  | ½  | 1  | 7     | 40.00    |
| 11 | Erika Belle (Països Baixos)          | 0 | ½ | 0 | 0 | 0 | 0 | ½ | ½ | 0 | 0  | -  | 1  | 1  | ½  | 1  | 0  | 5     |          |
| 12 | Borislava Borisova (Suècia)          | 0 | 0 | 0 | 0 | 0 | ½ | 0 | ½ | 1 | 0  | 0  | -  | 0  | ½  | 1  | 1  | 4½    | 23.50    |
| 13 | Nava Shterenberg (Canadà)            | 0 | 0 | 0 | ½ | 0 | 0 | ½ | 0 | 0 | 0  | 0  | 1  | -  | 1  | ½  | 1  | 4½    | 23.00    |
| 14 | Hanna Ereńska-Radzewska (Polònia)    | 0 | 0 | ½ | ½ | 0 | 0 | 0 | ½ | ½ | 1  | ½  | ½  | 0  | -  | 0  | 0  | 4     |          |
| 15 | Giovanna Arbunic (Xile)              | 0 | ½ | 0 | 0 | 0 | 0 | 0 | ½ | 0 | ½  | 0  | 0  | ½  | 1  | -  | 0  | 3     | 19.00    |
| 16 | Rachel Crotto (Estats Units)         | 0 | 0 | 0 | 0 | 0 | 0 | 0 | 0 | 0 | 0  | 1  | 0  | 0  | 1  | 1  | -  | 3     | 12.00    |
|    | Jugadora                             | 1 | 2 | 3 | 4 | 5 | 6 | 7 | 8 | 9 | 10 | 11 | 12 | 13 | 14 | 15 | Punts | Desempat |
| -- | ------------------------------------ | - | - | - | - | - | - | - | - | - | -- | -- | -- | -- | -- | -- | ----- | -------- |
| 1  | Margareta Mureşan (Romania)          | - | ½ | 1 | 1 | 1 | ½ | ½ | 1 | 0 | ½  | 1  | 1  | ½  | 1  | 1  | 10½   |          |
| 2  | Irina Levítina (Unió Soviètica)      | ½ | - | ½ | ½ | 1 | ½ | ½ | ½ | 1 | ½  | ½  | ½  | 1  | 1  | 1  | 9½    |          |
| 3  | Liu Shilan (Xina)                    | 0 | ½ | - | ½ | 0 | ½ | 0 | 1 | 1 | 1  | ½  | 1  | 1  | 1  | 1  | 9     |          |
| 4  | Nieves García (Espanya)              | 0 | ½ | ½ | - | ½ | 1 | 1 | ½ | ½ | 0  | 1  | ½  | ½  | ½  | 1  | 8     | 51.75    |
| 5  | Elena Akhmilovskaya (Unió Soviètica) | 0 | 0 | 1 | ½ | - | 0 | 1 | 1 | 0 | ½  | 1  | 1  | ½  | 1  | ½  | 8     | 51.50    |
| 6  | Nino Gurieli (Unió Soviètica)        | ½ | ½ | ½ | 0 | 1 | - | ½ | 0 | 0 | 1  | 1  | ½  | 1  | ½  | 1  | 8     | 51.00    |
| 7  | Tamara Minogina (Unió Soviètica)     | ½ | ½ | 1 | 0 | 0 | ½ | - | 1 | ½ | ½  | ½  | ½  | ½  | ½  | 1  | 7½    | 49.75    |
| 8  | Natalia Titorenko (Unió Soviètica)   | 0 | ½ | 0 | ½ | 0 | 1 | 0 | - | 1 | 1  | 1  | 0  | 1  | ½  | 1  | 7½    | 45.75    |
| 9  | Gisela Fischdick (RFA)               | 1 | 0 | 0 | ½ | 1 | 1 | ½ | 0 | - | ½  | 0  | 0  | 1  | ½  | 1  | 7     |          |
| 10 | Zsuzsa Veroci-Petronic (Hongria)     | ½ | ½ | 0 | 1 | ½ | 0 | ½ | 0 | ½ | -  | ½  | ½  | ½  | ½  | 1  | 6½    | 41.75    |
| 11 | Zorica Nikolin (Iugoslàvia)          | 0 | ½ | ½ | 0 | 0 | 0 | ½ | 0 | 1 | ½  | -  | ½  | 1  | 1  | 1  | 6½    | 37.50    |
| 12 | Amalija Pihajlic (Iugoslàvia)        | 0 | ½ | 0 | ½ | 0 | ½ | ½ | 1 | 1 | ½  | ½  | -  | ½  | 0  | 0  | 5½    |          |
| 13 | Rohini Khadilkar (Índia)             | ½ | 0 | 0 | ½ | ½ | 0 | ½ | 0 | 0 | ½  | 0  | ½  | -  | 1  | 1  | 5     | 29.50    |
| 14 | Diane Savereide (Estats Units)       | 0 | 0 | 0 | ½ | 0 | ½ | ½ | ½ | ½ | ½  | 0  | 1  | 0  | -  | 1  | 5     | 29.25    |
| 15 | Ilse Guggenberger (Colòmbia)         | 0 | 0 | 0 | 0 | ½ | 0 | 0 | 0 | 0 | 0  | 0  | 1  | 0  | 0  | -  | 1½    |          |

## Torneig de Candidates, 1983-84
Les sis classificades des dels Interzonals es reuniren amb dues altres jugadores: Alexandria, la perdedora de l'anterior matx pel campionat del món, i Ioseliani, qui havia perdut la final de Candidates anterior.
Aquestes vuit jugadores varen disputar una sèrie de matxs eliminatoris. Levitina va guanyar la final, i obtingué així el dret de reptar la campiona regnant en un matx pel títol.
|  | Quarts de final | Quarts de final     | Quarts de final  |                |    | Semifinals     | Semifinals | Semifinals |  |  | Final | Final          | Final |
|  |                 |                     |                  |                |    |                |            |            |  |  |       |                |       |
|  | 1               | Irina Levítina      | 6                |                |    |                |            |            |  |  |       |                |       |
|  | 8               | Nona Gaprindaixvili | 4                |                |    |                |            |            |  |  |       |                |       |
|  | 8               | Nona Gaprindaixvili | 4                |                |    | Irina Levítina | 7½         |            |  |  |       |                |       |
|  |                 |                     |                  |                |    | Irina Levítina | 7½         |            |  |  |       |                |       |
|  |                 |                     | Nana Aleksàndria | 6½             |    |                |            |            |  |  |       |                |       |
|  | 4               | Nana Aleksàndria    | Nana Aleksàndria | 6½             | 5½ |                |            |            |  |  |       |                |       |
|  | 4               | Nana Aleksàndria    |                  |                | 5½ |                |            |            |  |  |       |                |       |
|  | 5               | Tatjana Lematschko  | 4½               |                |    |                |            |            |  |  |       |                |       |
|  |                 |                     |                  |                |    |                |            |            |  |  |       | Irina Levítina | 7     |
|  |                 |                     |                  | Lidia Semenova | 5  |                |            |            |  |  |       |                |       |
|  | 3               | Lidia Semenova      | 5½               |                |    |                |            |            |  |  |       |                |       |
|  | 6               | Margareta Mureşan   | 4½               |                |    |                |            |            |  |  |       |                |       |
|  | 6               | Margareta Mureşan   | 4½               |                |    | Lidia Semenova | 5½         |            |  |  |       |                |       |
|  |                 |                     |                  |                |    | Lidia Semenova | 5½         |            |  |  |       |                |       |
|  |                 |                     | Nana Ioseliani   | 4½             |    |                |            |            |  |  |       |                |       |
|  | 2               | Liu Shilan          | Nana Ioseliani   | 4½             | 3  |                |            |            |  |  |       |                |       |
|  | 2               | Liu Shilan          |                  |                | 3  |                |            |            |  |  |       |                |       |
|  | 7               | Nana Ioseliani      | 6                |                |    |                |            |            |  |  |       |                |       |

## Matx pel Campionat del món de 1984
El matx final pel campionat del món es va disputar a Volgograd el 1984. Al contrari que en el matx anterior de tres anys abans, la campiona Txiburdanidze no va tenir problemes aquest cop, i va batre l'aspirant Levitina amb un confortable marge de tres punts, per retenir el títol.
|                                     | 1 | 2 | 3 | 4 | 5 | 6 | 7 | 8 | 9 | 10 | 11 | 12 | 13 | 14 | Total |
| ----------------------------------- | - | - | - | - | - | - | - | - | - | -- | -- | -- | -- | -- | ----- |
| Irina Levítina (Unió Soviètica)     | ½ | ½ | 1 | 0 | ½ | ½ | ½ | 1 | 0 | 0  | ½  | 0  | 0  | ½  | 5½    |
| Maia Txiburdanidze (Unió Soviètica) | ½ | ½ | 0 | 1 | ½ | ½ | ½ | 0 | 1 | 1  | ½  | 1  | 1  | ½  | 8½    |